# I Believe (canção de Tears for Fears)
"I Believe" é uma canção da banda britânica Tears for Fears. Foi o décimo primeiro single lançado pela banda (o quinto retirado do álbum Songs from the Big Chair) e o nono a alcançar o UK Top 40 hit (alcançando a 23ª posição).  A canção também alcançou o Top 10 na Irlanda e atingiu a 28ª posição na Nova Zelândia. Este é o primeiro lançamento da banda em que a mesma se declarou como produtora da canção.
A canção foi escrita por Roland Orzabal, que havia planejado convidar o músico Robert Wyatt para fazer a gravação da mesma, embora mais tarde tenha decidido definitivamente que a própria banda gravaria a canção por si só para ser incluída no álbum Songs from the Big Chair. Além disso, um cover da canção Sea Song (gravada por Wyatt) foi adicionada ao single como lado B, sendo que no seu encarte a versão de álbum de "I Believe" foi dedicada à Wyatt.
O videoclipe da canção conta com Orzabal sem camisa (como também é visto na imagem que ilustra o single) e foi filmado em um hangar em Seattle, Washington, contando com a direção de Nigel Dick.

## Faixas
7": Mercury / IDEA11 (Reino Unido)
1. "I Believe (A Soulful Re-Recording)" (4:35)
2. "Sea Song" (3:52)

2x7": Mercury / IDEA1111 (Reino Unido)
1. "I Believe (A Soulful Re-Recording)" (4:35)
2. "Sea Song" (3:52)
3. "I Believe (Album Version)" (4:37)
4. "Shout (Dub Version)" (6:45)

10": Mercury / IDEA1110 (Reino Unido)
1. "I Believe (A Soulful Re-Recording)" (4:35)
2. "I Believe (Album Version)" (4:37)
3. "Sea Song" (3:52)

12": Mercury / IDEA1112 (Reino Unido)
1. "I Believe (A Soulful Re-Recording)" (4:35)
2. "Shout (Dub Version)" (6:45)
3. "Sea Song" (3:52)
4. "Shout (U.S. Remix)" (8:00)

## Integrantes

#### Tears for Fears
- Roland Orzabal – vocal, guitarra, teclado, piano
- Curt Smith – baixo
- Ian Stanley – teclado, sintetizadores
- Manny Elias – bateria

#### Equipe adicional
- Will Gregory – saxofone